# Heißdampfballon
Ein Heißdampfballon ist ein Ballon, der als Traggas Heißdampf aus Wasser nützt. Wasserdampf von deutlich über 100 °C Temperatur besitzt wegen des niedrigeren Molekulargewichts von 18 bei Atmosphärendruck nur etwa die Hälfte der Dichte von typischer Umgebungsluft. Dieser Dichteunterschied führt gemäß archimedischem Prinzip zu einem statischen Auftrieb wie bei Gas- oder Heißluftballons. Das erste Versuchsmodell eines Heißdampfballons ist 2006 in Deutschland aufgestiegen.

## Funktionsweise
Aerostaten erfahren einen Auftrieb, da ihr Traggas eine geringere Dichte besitzt als die umgebende Luft. In trockener Luft bei Normalbedingungen benötigt man zum Entwickeln einer Auftriebskraft zum Heben von 1 kg Masse 0,877 m³ Wasserstoff, 0,947 m³ Helium, 3,633 m³ Heißluft von 100 °C oder 1,567 m³ Heißdampf (aus Wasser) bei 100 °C. Heißdampf entfaltet pro Volumen also eine mehr als doppelt so große Auftriebskraft wie Heißluft, ist pro Auftrieb kostengünstiger als Helium und ist unbrennbar, also sicherer als Wasserstoff.
Technisch sind Heißdampfballons anspruchsvoller als herkömmliche Gas- oder Heißluftballons. Für längere Aufstiege ist eine Heizung erforderlich, da die Kondensation des Wasserdampfs infolge von Abkühlung verhindert werden muss. Auch an die Ballonhülle werden spezielle Anforderungen gestellt. Sie muss nicht nur dicht, sondern auch hitzebeständig sein und eine gute Wärmeisolation bieten. Zudem ist Heißdampf ein reaktionsfreudiges, korrosives Gas, dem das Ballonmaterial widerstehen muss.

## Geschichte
Die Idee, Wasserdampf als Traggas für Ballons und Luftschiffe zu verwenden, wurde erstmals 1818 von Sir George Cayley formuliert, einem englischen Ingenieur, der sich bereits in der ersten Hälfte des 19. Jahrhunderts wissenschaftlich mit dem Fliegen beschäftigte. 1908 ließ sich der deutsche Chemiker Hugo Erdmann die Idee schützen, überhitzten Wasserdampf oder ein Gemisch aus diesem und anderen Gasen als Traggas für Luftfahrzeuge einzusetzen. Zur Wärmeisolation wollte Erdmann Eiderdaunen benutzen. Über erste Experimente kam er nicht hinaus.
Der erste frei fliegende Dampfballon der Welt wurde in den Jahren 2003 bis 2006 von Alexander Bormann und Stefan Skutnik am Institut für Luft- und Raumfahrt der Technischen Universität Berlin unter dem Namen „HeiDAS UH“ entwickelt, wobei HeiDAS für Heiß-Dampf-Aerostat steht, UH für ultraheiß. Ein Prototyp stieg am 7. Mai 2003 erstmals im Labor auf. Bis 2006 entstand ein unbemannter Ballon von 2,35 m Durchmesser, der 7 Kubikmeter Dampf fasst. Der Heißdampf erreicht eine Temperatur von 150 °C, was ein besonders temperaturresistentes wie auch festes Hüllenmaterial (mit Aramid-Filamentgarn verstärkter Polyimidfilm) erforderte. „HeiDAS UH“ ist nach dem Prinzip der Rozière aufgebaut. Der Gasbehälter aus Folie wird thermisch isoliert, ein Wärmetauscher reduziert den Abfluss von Wärme. Wie ein Heißluftballon oder eine Rozière besitzt „HeiDAS UH“ einen Brenner, der zur Steuerung von Steigen und Sinken eingesetzt wird, so dass kein extra Ballast benötigt wird.